# Stuttgart (Schiff, 1924)
Die Stuttgart war ein Passagierdampfschiff des  Norddeutschen Lloyd. 1938 wurde das Schiff von der Deutschen Arbeitsfront angekauft. Im Krieg als Lazarettschiff eingesetzt, wurde die Stuttgart im Oktober 1943 bei einem britischen Bomberangriff  auf Gotenhafen schwer getroffen.

## Geschichte
Die Stuttgart wurde ab 1923 von der Vulkan Werft Stettin als Schwesterschiff der München für den Norddeutschen Lloyd gebaut. Am 31. Juli 1923 wurde sie in Stettin vom Stapel gelassen und startete am 15. Januar 1924 ihre Jungfernfahrt nach New York. Mit ihrer Schwester wurde die Stuttgart im Transatlantikverkehr mit drei Passagierklassen eingesetzt. Sie bot Platz für 1.105 Passagiere. Ab 1926 wurde das Schiff auch für Kreuzfahrten genutzt. Anfang 1928 wurde auch ihre Passagiereinrichtung verändert und die Zahl der höherwertigen Plätze erhöht (969 bis 1015 Passagiere). Im November 1927 lief die Stuttgart auf einer Transatlantikreise erstmals Halifax in Kanada an. Bei ihren Reisen in den 1930er Jahren lief die Stuttgart bis zum Juli 1937 regelmäßig auch Irland und das kanadische Halifax an. 1933/34 wurde sie in Bremerhaven als Berufsschule für Seeleute genutzt. Ab 1934 führte sie auch wieder Kreuzfahrten durch und sie lief im Dezember zu ihrem letzten Liniendienst für den NDL und zu ihrer ersten Reise nach Ostasien aus.
Danach folgten nur noch Kreuzfahrten und am 1. September 1938 der Verkauf des Schiffes an die Deutsche Arbeitsfront; der NDL bereederte die zum Einklassenschiff für 990 Passagiere umgebaute Stuttgart aber weiter. Im Mai 1939 lief sie mit der KdF-Flotte (Robert Ley, Der Deutsche, Wilhelm Gustloff und Sierra Cordoba) sowie der Oceana nach Vigo, um die Legion Condor wieder nach Deutschland zu transportieren. Auf der Stuttgart kehrten fast 800 deutsche Soldaten zurück.
Am 23. August 1939 übernahm die Kriegsmarine die Stuttgart als Lazarettschiff. Chefarzt auf der Stuttgart war bis März 1941 der Geschwaderarzt/Flottenarzt Paul Kubitzki. Im April/Mai 1940 war das Schiff drei Wochen in Oslo. Im Frühjahr 1941 verlegte die Stuttgart erneut nach Norwegen und war dort im Neidenfjord bei Kirkenes und in Tromsö stationiert. Am 9. Oktober 1943 wurde sie, kurz vor einer erneuten Ausreise nach Norwegen, in Gotenhafen bei einem amerikanischen Luftangriff schwer getroffen. Das brennende Wrack wurde auf die Ostsee geschleppt und versenkt. Bei dem Angriff starben 48 Menschen.
1999 stieß Benedykt Hac bei einer Routineuntersuchung des Bodens der Danziger Bucht auf die Überreste der Stuttgart. Der noch vorhandene Treibstoff des Wracks stellt heute eine große Bedrohung der Umwelt in der Danziger Bucht dar.